# Núria Parlon i Gil
Núria Parlon i Gil (Barcelona, 2 d'agost de 1974) és una política catalana militant del Partit dels Socialistes de Catalunya, alcaldessa de Santa Coloma de Gramenet des de l'any 2009. i Consellera d'Interior de la Generalitat de Catalunya des del 12 d'agost de 2024.

## Biografia
Va estudiar Ciències Polítiques a la Universitat Autònoma de Barcelona. Va fer els cursos de doctorat i va fer el seu projecte de tesi sobre John Rawls, però no va defensar la tesi doctoral a la Universitat Pompeu Fabra.
Des de 1997 treballa a l'Ajuntament de Santa Coloma com a tècnica del Gabinet d'Anàlisi i Planificació de l'Àrea de Serveis a la Persona. Té una filla nascuda el 2006.
El 2025 fou inclosa a la llista Forbes de les 100 dones més influents de Catalunya.

### Carrera política
Des del 17 de novembre del 2009 és alcaldessa de Santa Coloma de Gramenet, en substitució de Bartomeu Muñoz, el qual va demanar la dimissió per la presumpta participació en fets delictius al capdavant de l'Ajuntament de Santa Coloma. Anteriorment va ser novena tinenta d'alcalde, ponent de Ciutadania i coordinadora de l'Àrea de Serveis a la Persona de l'ajuntament colomenc.
Abans d'accedir a l'alcaldia, Parlon era la secretària de Formació de l'executiva de l'agrupació del PSC a Santa Coloma de Gramenet. Actualment és membre d'aquesta executiva i Secretaria de Pau, Solidaritat i Cooperació a la Comissió Executiva del Partit dels Socialistes de Catalunya (PSC). El 2009 va ocupar la plaça número 3 de les llistes del PSC al Parlament Europeu. Va formar part del comitè de campanya del president de la Generalitat de Catalunya i primer secretari del PSC José Montilla per a les Eleccions al Parlament de Catalunya de 2010.
El desembre de 2011 va entrar a formar part de la nova executiva del PSC arran del nomenament de Pere Navarro, ocupant el càrrec de ciutadania. Entre el desembre de 2012 i l'agost de 2015 va ser diputada al Parlament de Catalunya, fent de portaveu de la Comissió de Control de l'actuació de la Corporació Catalana de Mitjans Audiovisuals (CCMA).
Núria Parlón es van mostrar disposada públicament liderar el PSC de cara al congrés del partit de 2016 però Miquel Iceta va continuar al càrrec, després de guanyar Parlón en un procés de primàries internes a l'octubre. El juny de 2017 es va integrar a l'executiva del PSOE quan Pedro Sánchez Pérez-Castejón es convertí de nou en Secretari General, com a secretària de Cohesió i Integració, fins que va dimitir el 21 d'octubre de 2017, quan el partit va donar suport a l'aplicació de l'Article 155 de la Constitució espanyola de 1978 després de la declaració d'Independència de Catalunya que va comportar Referèndum sobre la independència de Catalunya de l'1 d'octubre.
A les eleccions municipals de 2023 va aconseguir la seva tercera majoria absoluta consecutiva. Des del 13 de juliol del 2023, ostenta els càrrecs de presidenta i portaveu del grup PSC-CP, diputada adjunta a la Presidència, diputada delegada de Relacions Internacionals, Agenda 2030, Agendes Urbanes i Innovació de Polítiques Públiques.
El 17 de març de 2024 fou escollida, al 15è Congrés del Partit dels Socialistes de Catalunya, com a portaveu i secretària de l'àrea de Seguretat i Convivència.

### Consellera d'Interior de la Generalitat de Catalunya
Va ser nomenada Consellera d'Interior de la Generalitat de Catalunya en el govern del president Salvador Illa el 12 d'agost de 2024.